# Byttneria nossibeensis
Byttneria nossibeensis är en malvaväxtart som beskrevs av Arenes. Byttneria nossibeensis ingår i släktet Byttneria och familjen malvaväxter. Inga underarter finns listade i Catalogue of Life.